# Castleton (Dorset)
Castleton – wieś w Anglii, w hrabstwie Dorset, w dystrykcie (unitary authority) Dorset. Leży 28 km na północ od miasta Dorchester i 176 km na zachód od Londynu.